# Буджак (Румунія)
Буджак (рум. Bugeac) — село у повіті Констанца в Румунії. Входить до складу комуни Остров.
Село розташоване на відстані 112 км на схід від Бухареста, 96 км на захід від Констанци.

## Населення
За даними перепису населення 2002 року у селі проживали 263 особи, усі — румуни. Усі жителі села рідною мовою назвали румунську.